# كافريانا
كافريانا (بالإنجليزية: Cavriana)‏ هي كومونا (بلدية) في مقاطعة مانتوفا في منطقة لومبارديا في إيطاليا، وهي جزء من بلديات ألتو مانتوفانو.

## جغرافيا
تقع كافريانا في الجزء الشمالي من مقاطعة مانتوفا . تقع على بعد حوالي 110 كيلومتر (68 ميل) شرق ميلانو وحوالي 25 كيلومتر (16 ميل) شمال غرب مانتوفا . تقع على منطقة جبلية (بحد أدنى 43 مترًا وبحد أقصى 202 مترًا).  تقع كافريانا على حدود مقاطعة بريشا مع بلديات بوزولينغو ولوناتو ديل غاردا، بينما تقع مقاطعة فيرونا وبحيرة غاردا على بعد بضعة كيلومترات فقط.
يوجد في البلدية 5 قرى صغيرة: سان كاسيانو وسان جياكومو وكاستيلجريمالدو وكامباجنولو وباندي.

## روابط خارجية
- الموقع الرسمي